# Vitigez
Vitigez (gotsko Weitigeisls, latinsko Vittigis, grško starogrško Ουίτιγις) je bil od leta 536 do 540 kralj ostrogotskega Italskega kraljestva, * okoli 500, † 542, Konstantinopel.

## Življenje
Prestol Italskega kraljestva je nasledil v zgodnjih fazah gotske vojne 535–554, v kateri je bizantinski general Belizar leto pred tem hitro osvojil Sicilijo in na čelu vojske bizantinskega cesarja Justinijana I. (vladal 527–565) osvajal južno Italijo.
Vitigezova žena Matasunta je bila edini živi otrok kraljice Amalasunte, zato je njegova oblast temeljila na tej poroki. Hvalnico ob njegovi poroki leta 536 je napisal prefekt pretorijancev Kasiodor. Hvalnica, napisana v tradicionalni rimski retoriki, ki je gotsko dinastijo postavila v laskavo rimsko luč, se je ohranila. 
Na prestol je prišel kmalu po poroki, ko je bil umorjen njegov predhodnik Teodahad. Theodahad je razjezil Gote, ker ni poslal nobene pomoči v Neapelj, ko so ga oblegali Bizantinci na čelu z Belizarjem.
Justinijanov general Belizar je ujel Vitigeza in Matasunto in ju odpeljal v ujetništvo v Konstantinopel, kjer je Vitigez leta 542 umrl brez otrok. Prokopij je njegovo odstavitev primerjal z odstavitvijo  lidijskega kralja Kreza. Matasunta se je po moževi smrti poročila s patricijem Germanom Justinom, nečakom Justinijana I.